# Novi Avion
El Novi Avion (en serbio: Nuevo Avión) era un diseño de caza polivalente supersónico de cuarta generación con configuración de ala en delta con alerones de tipo canard. Fue diseñado por el Vazduhoplovno-tehnički institut de la República Federal Socialista de Yugoslavia pero fue cancelado antes de que su producción empezara en 1991.

## Información
El proyecto empezó a mediados de 1980 con la intención de hacer a Yugoslavia un país autosuficiente en el ámbito de la industria militar, siendo los jets de superioridad aérea el único equipo militar que Yugoslavia todavía no podía crear, ya que Yugoslavia ya había desarrollado diferentes tipos de equipos militares convencionales (tanques, aviones de ataques, submarinos, etc.) hacia 1980. Cuando Yugoslavia se desintegró en 1991 el proyecto fue cancelado, desde la desintegración de Yugoslavia las fuentes monetarias necesarias para empezar el proyecto eran imposibles de conseguir.
El diseño del Novi Avion se terminó un año antes de la cancelación del programa, el diseño y varias partes del prototipo ya habían sido terminadas cuando se canceló el proyecto. Si el proyecto no hubiera sido cancelado el Novi Avion hubiera hecho su primer vuelo en 1992 y hubiera entrado en servicio a mediados de los 90. El trabajo del diseño fue encargado al Vazduhoplovno Tehnicki Institut ("Instituto Técnico Aeronáutico") en Belgrado, siendo este instituto el principal instituto técnico-militar de Yugoslavia.
Yugoslavia esperaba construir aproximadamente 150 aviones que remplazarían a los MiG-21s y a los J-21 Jastrebs, también esperaban comercializarlo a varios países del mundo. El nombre de Novi Avion fue acuñado para designar al proyecto del nuevo caza, su significado es Nuevo Avión en serbio-croata, el avión recibiría una nueva designación y apodo cuando ya hubiera entrado en servicio.

## Diseño
El Novi Avion tendría un diseño similar al Rafale francés, siendo solo un poco más pequeño y teniendo un solo motor. El Novi Avion fue diseñado para cumplir varias misiones como; superioridad aérea, interceptor, reconocimiento, ataque a tierra y antibuque. Su velocidad máxima rodearía el Mach 2. Las prioridades del diseño serán la super-maniobrabilidad  a velocidades subsonicas y supersónicas, y la mayor parte del avión estaría hecho de materiales compuestos.
El diseño incorporó un gran número de secciones que reducían su firma de radar, pero de ninguna manera transformándose en un caza furtivo. El Novi Avion llevaría instalado modernos sistemas contramedidas ECM/ECCM. Al igual que todos los aviones yugoslavos el Novi Avion no fue basado en ningún otro avión existente, pero si recibiría ayuda extranjera como la de Francia que ayudaría en las partes del diseño más complejas y en el radar polivalente, cosas en que los yugoslavos no tenían experiencia.
El motor del Novi Avion sería el Snecma M88 francés, el mismo que usa el Rafale. Sobre las armas la mayoría probablemente serían francesas o construidas con la asistencia de expertos franceses.

## Especificaciones

### Características generales
- Tripulación: 1
- Longitud: 13.75 m
- Envergadura: 8.00 m
- Altura: 4.87 m
- Superficie alar: 30 m²
- Peso vacío: 6,247 kg
- Peso máximo al despegue: 13,400 kg
- Planta motriz: 1× Snecma M88 turbofan .
  - Empuje normal: 50.04 kN de empuje.
  - Empuje con postquemador: 75.62 kN de empuje.

### Rendimiento
- Velocidad máxima operativa (Vno):  Mach 1.88 (2,000 km/h)
- Alcance: 3,765 km
- Techo de vuelo:  17,000 m
- Régimen de ascenso: 16,500 m/min
- Carga alar: 446.67 kg/m²

### Armamento
- Cañones: 1× cañón de 30mm
- Puntos de anclaje: 11 para cargar una combinación de:

### Aviónica
- Radar de control de fuego
- Sistema de control de vuelo digital
- Sistema de navegación multifuncional
- Cubierta de la carlinga de vidrio

### Desarrollos relacionados
- Dassault Rafale

### Aeronaves similares
- Saab 39 Gripen
- HAL Tejas